# Emir-Walid Bouregba
Pas d'image ? Cliquez ici

a Compétitions nationales et continentales officielles uniquement.

Emir-Walid Bouregba, né le 21 juin 1994, est un joueur de rugby à XIII français évoluant au poste de deuxième ligne. Formé à Castres en rugby à XV à l'instar de son petit frère Kamil, il décide au cours de son enfance de rejoindre le rugby à XIII en poursuivant sa formation à Toulouse. C'est à Villeneuve-sur-Lot qu'il devient un titulaire régulier en Championnat de France avant de rejoindre Lézignan en 2016. Après trois saisons passées à Lézignan, il s'engage à Carcassonne.

## Biographie
Formé à Castres en rugby à XV à l'instar de son petit frère Kamil, il décide au cours de son enfance de rejoindre le rugby à XIII en poursuivant sa formation à Toulouse. C'est à Villeneuve-sur-Lot qu'il devient un titulaire régulier en Championnat de France avant de rejoindre Lézignan en 2016. Après trois saisons passées à Lézignan, il rejoint Carcassonne.

## Palmarès
- Collectif :
  - Vainqueur du Championnat de France : 2015[2] (Toulouse), 2022 et 2024 (Carcassonne).
  - Vainqueur de la Coupe de France : 2023 (Carcassonne).
  - Finaliste du Championnat de France : 2017 (Lézignan), 2021, 2023 et 2025 (Carcassonne).
  - Finaliste de la Coupe de France : 2017 (Lézignan).